# Fiona Allen
Fiona Allen (* 13. März 1965 in Bury, Vereinigtes Königreich) ist eine englische Komikerin und Schauspielerin.

## Leben
Allens Großvater war Harry Allen, der letzte britische Henker, ihre Mutter wurde in Spanien geboren. Allen ist mit dem Sohn des britischen Moderators Michael Parkinson verheiratet. Zusammen haben sie drei Kinder, zwei Töchter, Honey und Sofia, sowie einen Sohn, Felix.
In den späten 1980er-Jahren arbeitete sie an der Rezeption des Manchester Nightclub’s Fac 51 Haçienda und hatte einen kurzen Auftritt in dem Film 24 Hour Party People, wo sie sich selbst spielte.

## Karriere
Allen hatte Auftritte in vielen verschiedenen Sketchcomedys, wie z. B. We Know Where You Live (Channel 5), Smack the Pony (Channel 4), Goodness Gracious Me und The All Star Comedy Show. Sie trat auch in vielen Dramenserien auf, wie Dalziel and Pascoe und Coronation Street, sowie in der Sitcom Happiness neben Paul Whitehouse. Anschließend erschien sie als Sandra, in der Filmversion Fat Slags der in den Comicheften Viz erschienenen Reihe The Fat Slags, und als Diskussionsteilnehmerin in einer Ausgabe von Mock the Week.
Allen trat in der ersten Folge der zweiten Staffel des Teenagerdramas Skins – Hautnah als Maxxies Mutter Jackie Oliver auf. Die Rolle Jackie ist verheiratet mit Walter, der von Bill Bailey gespielt wird. Sie trat auch in dem BBC-Drama Waterloo Road als Georgia Stevenson auf und spielte dabei die ehemalige Geliebte von Tom Clarkson.

## Filmografie (Auswahl)
- 1994: Für alle Fälle Fitz (Cracker, Fernsehserie, 1 Folge)
- 1998, 2006: The Bill (Fernsehserie, 2 Folgen)
- 1999: Coronation Street (Fernsehserie, 14 Folgen)
- 1999–2017: Smack the Pony (Fernsehserie, 24 Folgen)
- 2000 Randall & Hopkirk – Detektei mit Geist (Randall & Hopkirk (Deceased), Fernsehserie, 1 Folge)
- 2000: Agatha Christie’s Poirot (Fernsehserie, 1 Folge)
- 2004 Fat Slags
- 2006: Shameless (Fernsehserie, 1 Folge)
- 2008 Skins – Hautnah (Skins UK, Fernsehserie, 1 Folge)
- 2009–2010 Casualty (Fernsehserie, 2 Folgen)
- 2017: Death in Paradise (Fernsehserie, 1 Folge)
- 2019–2020: EastEnders (Fernsehserie, 7 Folgen)